# アルカラ
アルカラは、日本のロックバンド。2002年に神戸で結成。2009年11月11日に自主レーベルくだけねこレコーズから『BOY NEXT DOOR』を全国リリース（旧譜の『そうきたか』も同時に全国向け再発売）、インディーズデビュー。2010年春より上京、東京を中心に活動。自称「ロック界の奇行師」。

## メンバー
- 稲村太佑（いなむらたいすけ　ボーカル、ギター、ヴァイオリン）
  - 生年月日：1979年12月11日
  - 血液型：A型
  - 出身地：兵庫県神戸市
  - 尊敬する人：板尾創路
- 下上貴弘（しもがみたかひろ　ベース）
  - 生年月日：1980年12月16日
  - 血液型：O型
  - 出身地：兵庫県神戸市灘区
  - 尊敬する人：村上春樹、大泉洋
- 疋田武史（ひきたたけし　ドラムス）
  - 生年月日：1980年10月17日
  - 血液型：O型
  - 出身地：兵庫県明石市
  - 尊敬する人：隆慶一郎、中学のクラブ顧問

### 旧メンバー
- 三浦拓也（ギター）
  - 生年月日：1983年4月5日
  - 出身地：兵庫県神戸市灘区
  - 2003年1月脱退
- 田原和憲（ギター）
  - 生年月日：1981年10月23日
  - 血液型：A型
  - 出身地：島根県益田市遠田町
  - 2017年10月脱退

## 来歴
- 2002年7月26日 結成。
- 2003年1月 メンバーが稲村、田原、下上、疋田となる（旧メンバーはDEPAPEPE三浦拓也であるとライブやインタビューなどで度々語っている）。[1]
- 2008年 自主レーベル「くだけねこレコーズ」を設立。3月13日にシングル『チクショー』を発売。「STREET STYLE MUSIC KOBE'08 〜神戸ホエール〜」出演。
- 2009年1月 アメリカ・シアトルにて初の海外ツアー敢行。同年11月4日 iTunes Storeにて「今週のシングル」に選ばれ、ニューアルバムから「夢見る少女でいたい」が期間限定で無料配信（現在は終了）。[2]また、この際BARKSに掲載された記事がさらにmixiニュースで取り上げられ、楽曲の無料配信と相まって一躍注目を集める。[3]11月11日にアルバムとして『BOY NEXT DOOR』、および2008年6月17日発売アルバム『そうきたか』再発売することで初の音源全国リリース。「STREET STYLE MUSIC KOBE'09 〜神戸ホエール〜」出演。
- 2010年4月30日 神戸ART HOUSEにて『ア・ル・カ・ラpresents."なんと素敵なHEY!!JYO!!KYO!!"』を最後に地元神戸を離れ上京。現在は東京を中心に活動。同年8月29日 SPACE SHOWER TV主催音楽フェス「SWEET LOVE SHOWER 2010 -15th ANNIVERSARY-」に2日目のオープニングアクトとして出演。
- 2017年10月 ギター・田原が体調不良により事実上脱退[4]。
- 2019年 日本コロムビアへ移籍。

## ディスコグラフィー

### 配信限定シングル
| 発売日         | タイトル                    | レーベル                   |
| -------------- | --------------------------- | -------------------------- |
| 2016年6月27日  | LET・IT・DIE                | ビクターエンタテインメント |
| 2016年10月2日  | 炒飯MUSIC(TVアニメver.)     | ビクターエンタテインメント |
| 2016年10月3日  | 怪盗ミラクル少年ボーイ2     | ビクターエンタテインメント |
| 2017年6月23日  | 如月に彼女                  | ビクターエンタテインメント |
| 2021年12月13日 | Dance Inspire               | TRIAD/日本コロムビア       |
| 2022年6月27日  | boys & girls (band arrange) | TRIAD/日本コロムビア       |

### 楽曲提供
- 劇団ナイアガラ「ハナテ」「ミラクルミルク」（作詞：稲村太佑）
- 相川七瀬「お祭り騒ぎ」「ROMANCE CODE」（作曲：稲村太佑）
- AMEZARI「ZARIGANI DANCE」（作曲：稲村太佑）

### 被カバー
- ひめキュンフルーツ缶「トロピカルおばあちゃん～ばーばばばぁ～」（脳天ドロップ～Present For HIMEKYUN～）

## 動画

### ミュージックビデオ
| 公開日     | 監督     | 曲名                                                  | 再生数 | 備考          |
| ---------- | -------- | ----------------------------------------------------- | ------ | ------------- |
| 2009       |          | 振り返れば奴が蹴り上げる                              | 44万   |               |
| 2009/11/04 | 土屋浩平 | 夢見る少女でいたい。                                  | 71万   |               |
| 2010/11/16 | 田辺秀伸 | キャッチーを科学する                                  | 200万  |               |
| 2011/06/26 | 田辺秀伸 | 半径30cmの中を知らない                                | 184万  |               |
| 2011/07/2  | 田辺秀伸 | 癇癪玉のお宮ちゃん                                    | 62万   |               |
| 2012/02/21 | 田辺秀伸 | ミックスジュース                                      | 105万  |               |
| 2012/07/05 | 田辺秀伸 | 不完全なキミ                                          | 65万   |               |
| 2013/08/21 | 田辺秀伸 | 名探偵ミスタ相棒はジョニー                            | 42万   | [ 5 ]         |
| 2014/08/13 | 田辺秀伸 | アブノーマルが足りない                                | 272万  |               |
| 2014/10/16 |          | 怪盗ミラクル少年ボーイ                                | 32万   |               |
| 2015/03/27 | 田辺秀伸 | 偽り                                                  | 44万   | [ 6 ]         |
| 2015/10/09 | 田辺秀伸 | 水曜日のマネキンは笑う                                | 104万  |               |
| 2015/12/12 | 田辺秀伸 | トロピカルおばあちゃん〜ばーばばばぁ〜                | 48万   |               |
| 2016/11/09 | 田辺秀伸 | 炒飯MUSIC(Short Ver.)                                 | 117万  | [ 7 ]         |
| 2016/11/09 |          | 炒飯MUSIC（TVアニメver.）(Lyric Video)                | 2万    | Lyric Speaker |
| 2016/11/09 |          | キャッチャーを科学する(Lyric Video)                   | 3万    | Lyric Speaker |
| 2016/11/09 |          | キャッチーを科学する(Lyric Video)                     | 8.5万  | Lyric Speaker |
| 2017/07/14 | 田辺秀伸 | 如月に彼女（Short Ver.）                              | 10万   | [ 8 ]         |
| 2018/05/25 | 青木亮二 | サースティサースティサースティガール (undivided Ver.) | 26万   |               |
| 2019/11/15 | 青木亮二 | 瞬間 瞬間 瞬間                                        | 15万   | 出演:佐藤結耶 |

### その他
| 公開日     | タイトル                                                                       |
| ---------- | ------------------------------------------------------------------------------ |
| 2014/01/25 | 『20131124～むにむになるままにJAPAN TOUR～』（Trailer）                        |
| 2014/02/24 | おうさまと機関車 from「20131124-むにむになるままにJAPAN TOUR-」(監督:土屋隆俊) |
| 2015/03/04 | 『20141207 -ガイコツアー2014-』(Trailer)                                       |
| 2015/08/28 | 『ちぎれろ』 (Trailer)                                                         |
| 2016/02/22 | トロピカルおばあちゃん ～ばーばばばぁ～ ［Live］                               |
| 2014/09/21 | 『ネコフェス2014 -KUDAKENEKO ROCK FESTIVAL 2014-』 (Trailer)                   |
| 2017/05/01 | 新作アルバム制作映像                                                           |
| 2017/07/14 | メンバーがフルアルバム『KAGEKI』の完全生産限定BOXを開けてみた！                |
| 2018/06/07 | 『20180127～KAGEKIにやってくれないかチュアー～』- トレイラー                   |

## タイアップ一覧
| 使用年 | 曲名                    | タイアップ                                                                              |
| ------ | ----------------------- | --------------------------------------------------------------------------------------- |
| 2011年 | 半径30cmの中を知らない  | アンプラグド配給映画『アベックパンチ』挿入歌                                            |
| 2014年 | 怪盗ミラクル少年ボーイ  | TOKYO MX・キッズステーションほかアニメ『怪盗ジョーカー』シーズン1・2 オープニングテーマ |
| 2016年 | 怪盗ミラクル少年ボーイ2 | TOKYO MX・キッズステーションほかアニメ「怪盗ジョーカー』シーズン3・4 オープニングテーマ |
| 2016年 | LET・IT・DIE            | PlayStation 4用ソフト「LET IT DIE」楽曲コラボソング                                     |
| 2016年 | 炒飯MUSIC               | フジテレビ系アニメ『ドラゴンボール超』6期エンディングテーマ（第60話 - 第72話）          |

## ヘヴィー・ローテーション/パワープレイ

### テレビ
| 放送年 | 曲名                   | ヘヴィローテーション/パワープレイ              |
| ------ | ---------------------- | ---------------------------------------------- |
| 2010年 | キャッチーを科学する   | スペースシャワーTV ミドルローテーション「it!」 |
| 2011年 | 半径30cmの中を知らない | スペースシャワーTV 2011年7月度POWER PUSH!      |
| 2012年 | 不完全なキミ           | スペースシャワーTV ミドルローテーション「it!」 |
| 2019年 | 瞬間 瞬間 瞬間         | 石川テレビ『N-18 凸』12月の凸tune              |

## 主なライブ

### ワンマンライブ・ツアー・イベント
- 2010年 - ア・ル・カ・ラ 3枚目 レコ発TOUR 「TOUR・TOUR・TOUR」
- 2011年 - 3枚目レコ発TOUR「TOUR・TOUR・TOUR」〜TOURファイナルを科学する〜
- 2011年 - アルカラ presents "アルカラ 4枚目 レコ発ツアー "バリバリバリバリTOUR
- 2011年7月4日 - ア・ル・カ・ラ 9周年記念 特別2マンプロジェクト 「7476」
w/アナログフィッシュ/lego big morl
- 2012年5月18日-6月8日（3公演） - アルカラ東名阪ワンマンツアー「嗚呼、決戦は金曜日」
- 2012年7月26日 - アルカラ10 周年記念【親族的構造改革の夜明け】
w/OUTASIGHT/nanae gimme five/トリルダン/高木誠司/スロウ/folca/POINT-UP/under crap/pulse/MONSTER★MAN
- 2012年8月26日 - アルカラ ミニライブ＠タワーレコード梅田NU茶屋町店

## 配信
- 2013年6月30日 - 「ネコフェス2013 -KUDAKENEKO ROCK FESTIVAL 2013-」アルカラLIVE USTREAM配信
- 2014年11月5日 - SHOWROOM「ジョージのロックンロール記者会見」
- 2015年6月28日 - アルカラ ネコフェスライブ生配信
- 2015年10月22日 - アルカラ「ちぎれろ」発売記念リリースパーティー
- 2016年3月23日 - アルカラ LIVE＆MV映像作品 同時リリース記念 ～厳選ライブ&MUSIC VIDEOスペシャル～
- 2016年6月26日 - アルカラ「ネコフェス」ライブ生配信
- 2018年2月17日 - それいけ！ゲーム実況わくわく荘 #11 アルカラ 魔法少女になり隊
- 2018年4月2日 - LINE LIVE「アルカラcinema staffよりグループ統合に関する重大発表」
- 2018年6月28日 - LINE LIVE「cinema staff×アルカラ『undivided E.P.』リリース＆ネコフェス大成功記念特番」
- 2019年7月25日 - アルカラ 新曲披露スタジオライブ生配信